# NGC 1233
NGC 1233 је спирална галаксија у сазвежђу Персеј која се налази на NGC листи објеката дубоког неба.
Деклинација објекта је + 39° 19' 9" а ректасцензија 3h 12m 33,1s. Привидна величина (магнитуда) објекта NGC 1233 износи 13,1 а фотографска магнитуда 13,9. NGC 1233 је још познат и под ознакама NGC 1235, UGC 2586, MCG 6-8-3, IRAS 03093+3907, CGCG 525-6, CGCG 524-65, PGC 11955.